# Sloup se sousoším Nejsvětější Trojice (Studce)
Sloup se sousoším Nejsvětější Trojice stojí poli východně od obce Studce, spadající pod městys Loučeň v okrese Nymburk, v bezprostřední blízkosti národní přírodní rezervace Čtvrtě. Samotná pískovcová plastika, stojící na vysokém válcovém dříku a hranolovém podstavci, měří přibližně 5 m. Od 10. února 1987 je toto kvalitně provedené sochařské dílo z roku 1886 východočeské provenience kulturní památkou.

## Historie a popis
Pískovcový sloup s oblouny profilovanou patkou, stojící dříve na poměrně exponovaném místě, byl ve Studcích vztyčen roku 1886. Jedná se o kvalitní příklad sochařského díla lidového charakteru. V současné době v okolní krajině nijak nevyniká a je těžko přístupný. Nepolychromovaná socha Nejsvětější Trojice je umístěna na osmiboké hlavici na válcovém dříku, jenž spočívá na podstavci o hranolovém tvaru. Společně dosahují výšky 5 m. Na soklíku v pravé části je vyveden nápis Fr. Zolman z Vojic. Ve východním poli se nachází text:
| „ | O lásko má o radosti má o nejsvětější Trojice. Tobě budiž čest a sláva, ode všeho tvorstva na věky. | “ |

Pod ním se nachází věnování a datace.
Socha byla v minulosti silně poškozena; ze sochařské výzdoby byl uražen kříž s holubicí Ducha svatého. Sloup byl kdysi natřen vápnem, později okrem.

## Galerie

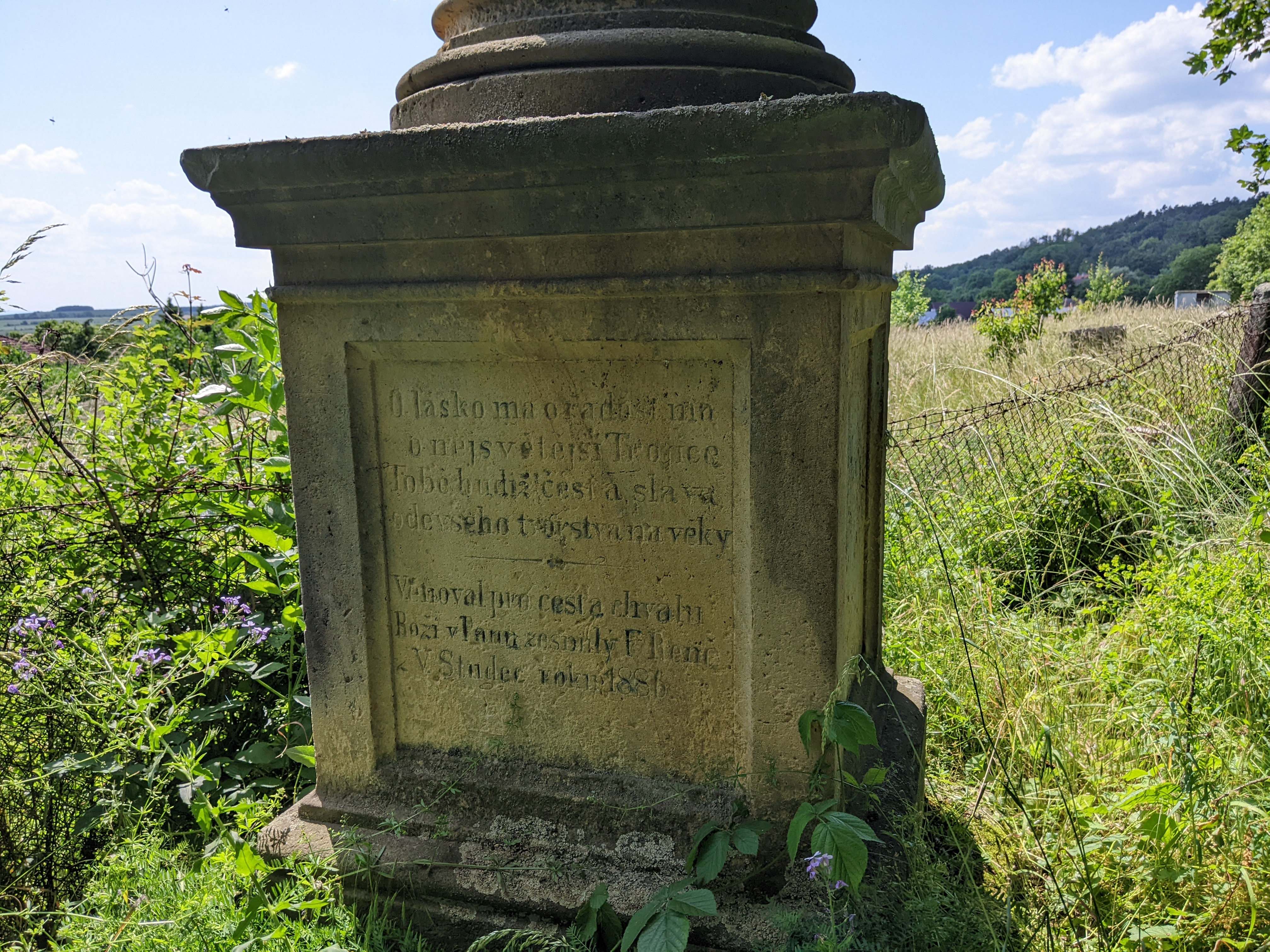
Detail nápisové desky
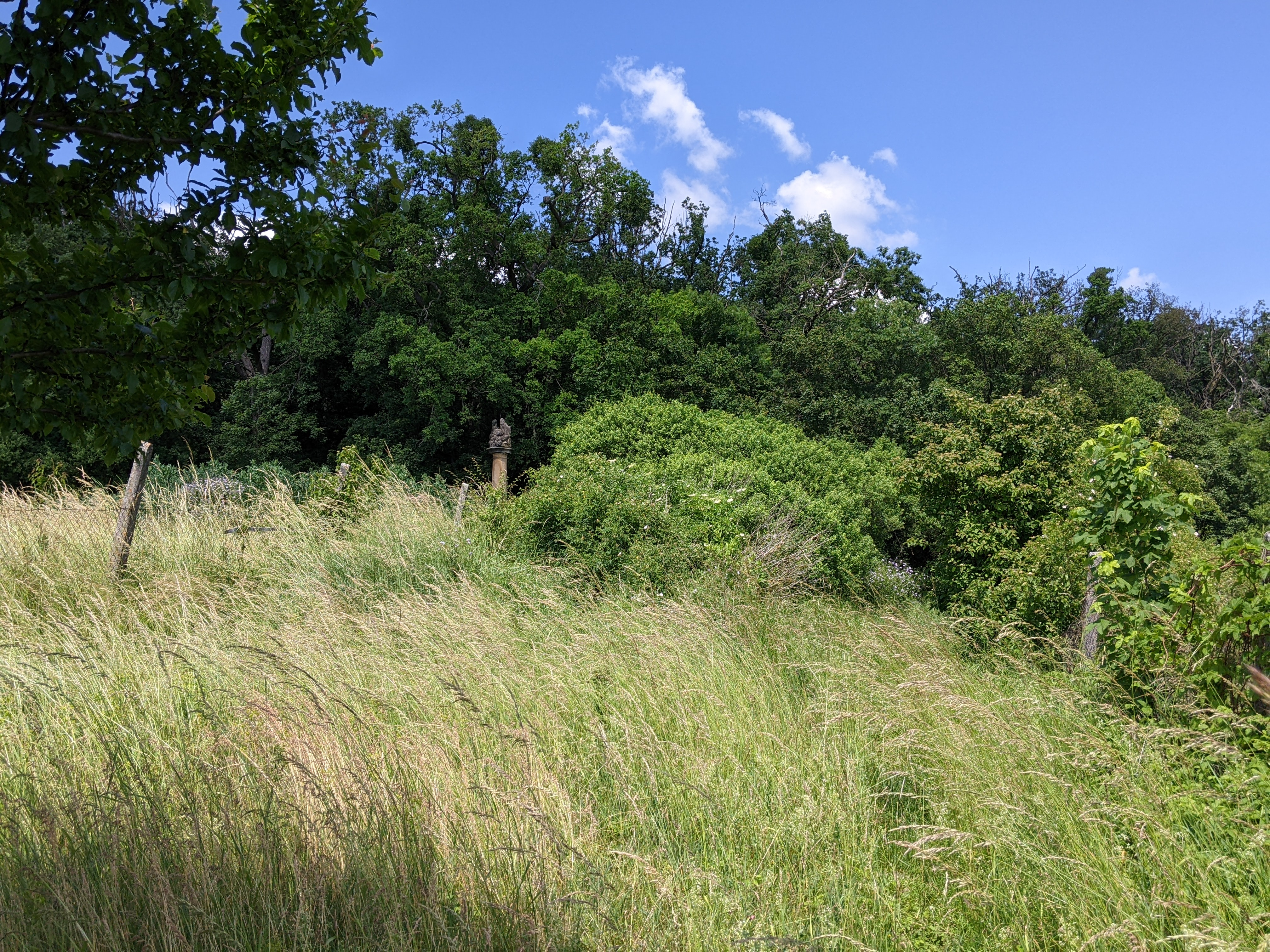
Neprostupnost okolního terénu